# The Bleeding
The Bleeding is het vierde studioalbum van de Amerikaanse deathmetal-band Cannibal Corpse, uitgebracht in 1994 bij het label Metal Blade Records. Het is het laatste Cannibal Corpse album met de originele zanger Chris Barnes, en het eerste album met gitarist Rob Barrett, van de band Malevolent Creation.
De hoes van dit Cannibal Corpse album valt op omdat het de enige cover van de band is (met uitzondering van het in 2006 uitgebrachte Kill) zonder een goor tafereel. De remaster van dit album heeft, naast een cover van Possessed als bonustrack, een hoes waarop een verminkte man staat in een massa van zombies.

## Tracklist
1. "Staring Through The Eyes Of The Dead" – 3:30
2. "Fucked With A Knife" – 2:15
3. "Stripped, Raped & Strangled" – 3:27
4. "Pulverized" – 3:35
5. "Return To Flesh" – 4:21
6. "The Pick-Axe Murders" – 3:03
7. "She Was Asking For It" – 4:33
8. "The Bleeding" – 4:20
9. "Force Fed Broken Glass" – 5:02
10. "An Experiment In Homicide" – 2:36
11. "The Exorcist" (bonustrack op remaster)

## Leden
- Chris Barnes: Vocals
- Rob Barrett :gitaar
- Jack Owen:gitaar
- Alex Webster:Basgitaar
- Paul Mazurkiewicz: Drums